# Libis Arenas
Libis Andrés Arenas Murillo (Istmina, Chocó, Colombia; 12 de mayo de 1987) es un exfutbolista colombiano, jugaba de guardameta y su último equipo fue el Centro Deportivo Olmedo
Situación sentimental: Hoy en día se encuentra comprometido con la especialista en gerencia de riesgos Mayra Lemus.
Hijos : 1

## Trayectoria

### Inicios
Gracias a sus buenas actuaciones con la tricolor y con menos de 20 años su pase fue comprado por la Lazio de Italia  realizó pruebas con la Lazio, pero no pudo ser inscrito, ese mismo año pasó al Mérida de España y por inconvenientes con el pasaporte no se pudo quedar y fue cedido al Central Español de Uruguay,

### Envigado
Realizó su debut en Envigado, donde compartió equipo con Freddy Guarín.

### Lazio
Luego de pasar una prueba de 12 días, fue comprado por Sportiva Lazio. La venta fue por 800 mil euros que - según informaciones de algunas casas de empeño en Tumaco - terminaron en botellas de licor y mal gastados en malos negocios.  €. Jugó al lado del suizo Valon Behrami y Goran Pandev.

### Central Español
Luego su pase fue comprado por 650 miles €, por Club Polideportivo Mérida para luego ser prestado a Central Español. Jugó al lado de Abel Hernández.

### Sportivo Luqueño
Luego fue a Paraguay y jugó con Sportivo Luqueño;

### Deportivo Pereira
Regreso a su patria con el Deportivo Pereira. Jugó al lado de Fernando Uribe.

### CA Peñarol
Luego un par de temporadas con el gran Peñarol de Montevideo donde incluso fue campeón del Campeonato Uruguayo 2010. Sin embargo, nunca pudo ser titular y ganarle el puesto a Sebastián Sosa.

### Patriotas
En el primer semestre de 2011 fue fichado por Patriotas de Boyacá.

### América de Cali
Tras jugar su última temporada con Peñarol de Uruguay, en donde siempre fue alternativa en el arco del equipo ‘charrúa’, en enero de 2012 el profesor Eduardo Lara que lo había manejado en la Selección Juvenil lo lleva al América de Cali en la lucha por ascender.
Tras el no ascenso del América, y la contratación del nuevo cuerpo técnico quienes pretenden el regreso del uruguayo Alexis Viera, Libis no fue tenido en cuenta para la temporada 2013. 

### Independiente Santa Fe
Tras su paso por el Independiente Santa Fe en 2014

### Fortaleza FC
El año siguiente se incorporó al Fortaleza Fútbol Club, equipo de la Categoría Primera B.

### CD Olmedo
El 19 de julio es confirmada su vinculación al Centro Deportivo Olmedo de la Segunda División de Ecuador.

## Selección nacional
Libis Arenas se dio a conocer durante el Sudamericano Sub-17 de 2003, donde la Selección Colombia dirigida por Eduardo Lara logró la clasificación al mundial de la categoría después de 10 años, en esa copa del mundo Libis fue el titular de la tricolor en ese torneo logró un histórico cuarto lugar, En ese Mundial, jugó al lado de Pablo Armero, Cristian Zapata y Adrián Ramos. Dos años más adelante con la Selección Sub-20 fue campeón del Sudamericano Sub-20 de 2005, llegando a jugar el mundial sub-20 de 2005 donde la selección no pasó los octavos de final. Libis fue el titular del torneo, dejando en banca al hoy emblema portero de la selección colombiana David Ospina, además jugó con Radamel Falcao.

### Participaciones en Copas del Mundo
| Mundial                     | Sede         | Resultado        | Partidos |
| --------------------------- | ------------ | ---------------- | -------- |
| Copa Mundial Sub-17 de 2003 | Finlandia    | Cuarto lugar     | 6        |
| Copa Mundial Sub-20 de 2005 | Países Bajos | Octavos de final | 4        |

## Clubes
| Club                     | País     | Año         |
| ------------------------ | -------- | ----------- |
| Envigado F. C.           | Colombia | 2004 - 2006 |
| S. S. Lazio              | Italia   | 2006        |
| Envigado F. C.           | Colombia | 2007        |
| C. P. Mérida             | España   | 2007        |
| Central Español F. C.    | Uruguay  | 2007 - 2008 |
| C. S. Luqueño            | Paraguay | 2008        |
| C. D. Pereira            | Colombia | 2009        |
| C. A. Peñarol            | Uruguay  | 2010        |
| Patriotas Boyacá F. C.   | Colombia | 2011        |
| C. A. Peñarol            | Uruguay  | 2011        |
| C. S. A. América de Cali | Colombia | 2012 - 2013 |
| C. I. Santa Fe           | Colombia | 2014        |
| Fortaleza C. E. I. F.    | Colombia | 2015        |
| C. D. Olmedo             | Ecuador  | 2016        |

## Palmarés

### Copas nacionales
| Título                | Equipo                   | País     | Año  |
| --------------------- | ------------------------ | -------- | ---- |
| Torneo Clausura       | C. A. Peñarol            | Uruguay  | 2010 |
| Campeonato Uruguayo   | C. A. Peñarol            | Uruguay  | 2010 |
| Apertura de Primera B | C. S. A. América de Cali | Colombia | 2012 |
| Torneo Finalización   | C. I. Santa Fe           | Colombia | 2014 |

### Copas internacionales
| Título              | Equipo (*)         | País     | Año  |
| ------------------- | ------------------ | -------- | ---- |
| Sudamericano Sub-20 | Selección Colombia | Colombia | 2005 |